# CVS Pharmacy

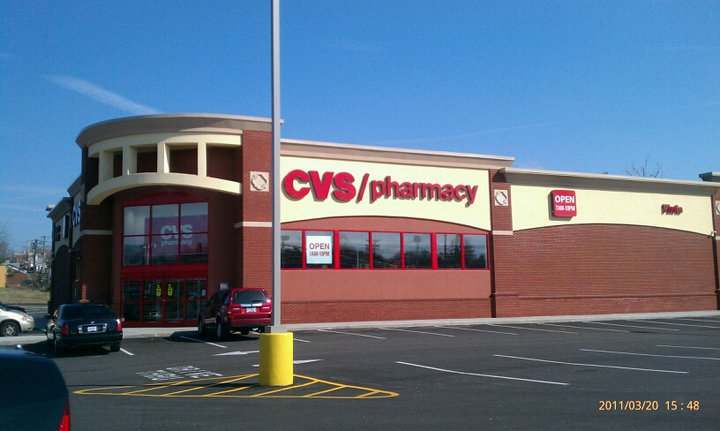
CVS Pharmacy a Saint Louis nel Missouri

CVS Pharmacy (scritto: CVS/pharmacy o semplicemente CVS) è la seconda più grande catena di farmacie dopo Walgreens Boots Alliance negli Stati Uniti, con più di 9600 negozi, ed è la seconda più grande catena statunitense di assistenza dei servizi di prescrizioni farmaceutiche per i piani di assicurazione sanitaria. Opera come filiale di CVS Health Corporation, semplicemente CVS Health.
Conosciuta originariamente come Consumer Value Store, CVS vende farmaci da prescrizione e un vasto assortimento di prodotti generici, inclusi farmaci da banco, prodotti di bellezza e cosmetici, servizi di finissaggio di film e foto, merchandise stagionali, biglietti di auguri e cibi pronti attraverso i negozi al dettaglio CVS Pharmacy e Longs Drugs online attraverso CVS.com.  Fornisce inoltre servizi di assistenza sanitaria attraverso le oltre 1.100 cliniche mediche MinuteClinic e i loro centri per la cura del diabete.  La maggior parte di queste cliniche si trova all'interno dei negozi CVS. Secondo Fortune 500, nel 2017 si classifica come la 7ª società americana più grande.

## Storia

### Gli inizi
Il primo Consumer Value Store (CVS) nasce l'8 maggio 1963: fondato a Lowell, Massachusetts dai fratelli Stanley e Sidney Goldstein e dall'americano di origine scandinava Ralph Hoagland, vende prodotti per la salute e la bellezza. L'anno dopo i negozi sono già 17, nel 1967 iniziano l'attività anche i primi due negozi con reparti di farmacia; le sedi sono a Warwick e Cumberland, entrambi nel Rhode Island. Nel 1969 CVS è venduta alla Melville Corporation.
Negli anni settanta continua l'espansione, prima nel New England e nel Nordest, poi nel Midwest con l'acquisizione di 84 Clinton Drug e Discount Stores, quindi nel New Jersey con l'acquisizione di 36 negozi Mack. Nel 1980 CVS è già la quindicesima catena di farmacie negli Stati Uniti con 408 negozi e 414 milioni di dollari di vendite. Nel 1983 è avviata l'assistenza domiciliare ai pazienti affetti da emofilia. Nel 1988, rilevando anche Heartland Drug, una piccola azienda farmaceutica di Boston con negozi nella locale metropolitana, arriva ad avere 750 negozi. Nel 1990 altra acquisizione: 500 negozi Peoples, entrando a Washington, DC, Pennsylvania, Maryland e Virginia. Nel 1994 lancia PharmaCare, una società di gestione delle prestazioni farmaceutiche, e nel 1996 Melville Corporation cambia il nome in CVS Corporation che entra alla Borsa di New York. Stanley Goldstein è il primo presidente della nuova società.

### L'espansione

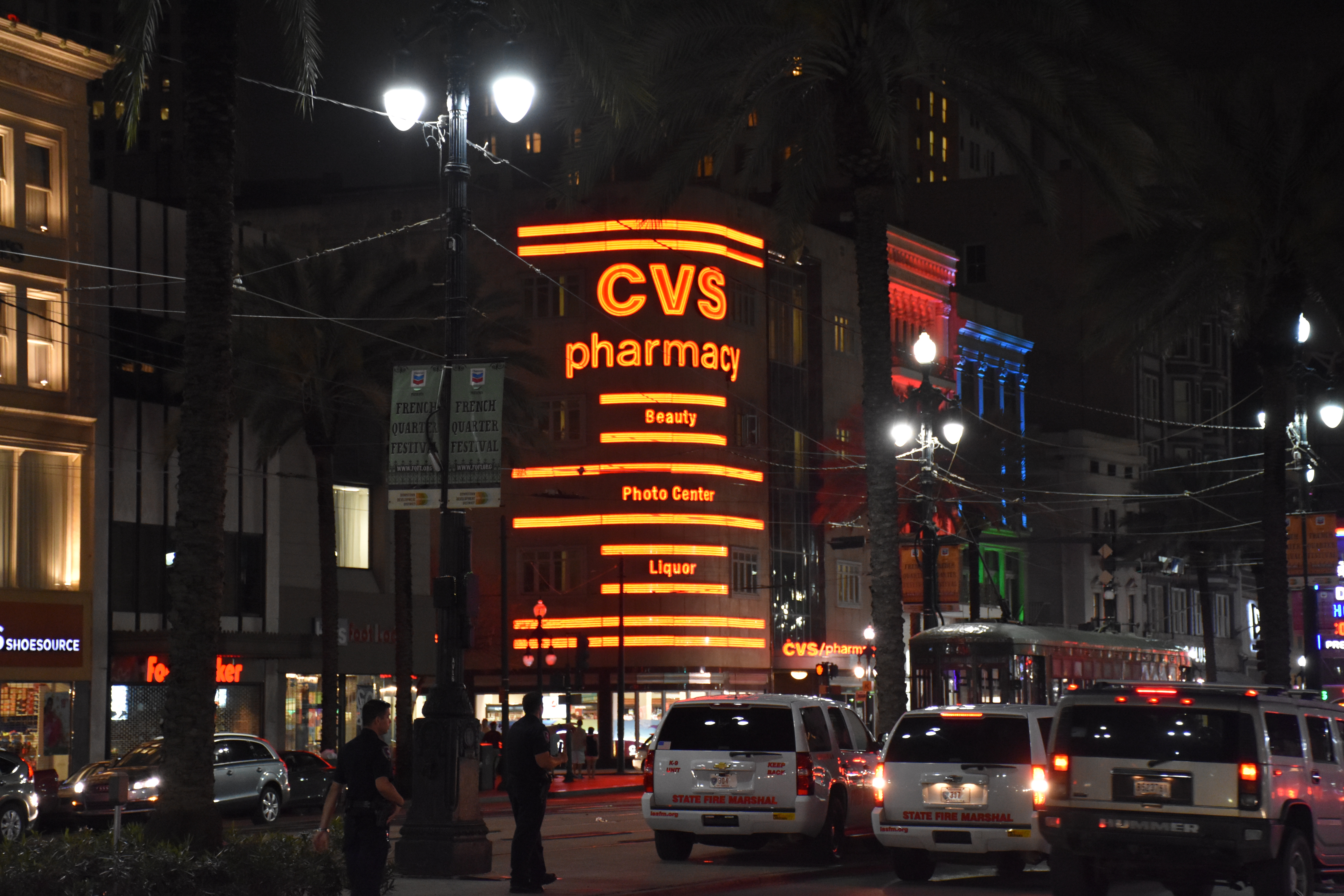
Una CVS Pharmacy su Canal Street a New Orleans

Continua l'espansione attraverso acquisizioni di catene di negozi. Nel 1997 rileva i 2500 della Revco situati nel Midwest e nel Sud-Est, nel 1998 i 207 di Arbor Drugs (Michigan), nel 1999 acquisisce Soma.com, la prima farmacia online, e la ribattezza CVS.com. Nel 2000 è la volta della Farmacia Stadtlander di Pittsburgh. Nel 2004 CVS rileva da JC Penney gli oltre 1.260 negozi Eckerd (in gran parte in Florida e nel Texas, quasi tutti riconvertiti in CVS) e Eckerd Health Services, un'azienda farmaceutica per la vendita per corrispondenza. Nel 2006 acquisisce le attività di "drug store" indipendenti della catena di supermercati Albertsons; nell'accordo sono inclusi anche 700 negozi con il marchio Osco Drug e Sav-On Drugs, concentrati in particolare nel sud della California e nell'area di Chicago), e i depositi di attrezzature mediche di Albertsons Health'n'Home (ora CVS Home Health). CVS riesce così a gestire oltre 6.200 negozi in 43 stati e nel Distretto di Columbia.
Il 13 luglio 2006 CVS acquisisce MinuteClinic con sede a Minneapolis, pioniere nel settore dei centri di assistenza sanitaria degli Stati Uniti. I 550 centri di MinuteClinic, che poi diventeranno più di mille e si trovano in gran parte all'interno delle sedi di CVS Pharmacy, sono dotati di personale infermieristico e di assistenti medici (hanno l'appoggio di medici che collaborano con lo staff) in grado di diagnosticare e curare malattie familiari comuni come gola, orecchio, occhio, seno, vescica e infezioni bronchiali e fornire prescrizioni clinicamente appropriate.  MinuteClinic, che da allora opera come filiale interamente controllata da CVS Corporation,  offre anche vaccinazioni comuni, come colpi a protezione di influenza, tetano ed epatite A e B.
Quattro mesi più tardi, nel novembre 2006, CVS rileva (con l'idea di fondersi) Caremark Rx Inc., una società di Nashville, nel Tennessee, fondata nel 1993 come MedPartners Inc. e specializzata tra l'altro nell'amministrazione delle ricette per i piani di assicurazione sanitaria. La nuova società nata dalla fusione (formalmente completata il 22 marzo 2007)  si chiama CVS Caremark Corporation, la sede centrale rimane a Woonsocket, Rhode Island, e già quell'anno raggiungerà circa 75 miliardi di dollari di entrate. Gli incarichi di presidente e CEO della nuova società sono affidati a Tom Ryan che già ricopriva gli stessi incarichi in CVS. Sarà Ryan ad attribuire alla sigla CVS un significato diverso dall'originale: "Conveniente Value Service".

### Nasce CVS Health
Il 30 ottobre 2008 CVS Pharmacy rileva Longs Drugs per 2,9 miliardi di dollari. Walgreens aveva inizialmente cercato di opporsi con una controproposta lasciata poi cadere. Nel 2011 cambio al vertice della società: al posto di Tom Ryan arriva Larry Merlo il quale già dal 1990 è in CVS. Nel 2014 CVS Caremark acquisisce le Farmacie Navarro con sede a Miami (i 33 negozi rimarranno comunque sotto il nome Navarro). E sempre quell'anno, il 3 settembre, CVS Caremark cambiato nome in CVS Health. Nello stesso tempo annuncia che non avrebbe più venduto prodotti a base di tabacco.

Logo sino al 2016

Nel maggio 2015 CVS Health acquisisce Omnicare Inc., il principale fornitore di servizi di farmacia per strutture di assistenza a lungo termine, per $ 98,00 per azione in contanti, e quindi per un valore aziendale totale di circa $ 12,7 miliardi (comprensivi anche di circa $ 2,3 miliardi di debiti). Un mese più tardi, il 15 giugno 2015, CVS Health rileva le oltre 1660 farmacie Target che ampliano la presenza CVS in nuovi mercati, a Seattle, Denver, Portland e Salt Lake City. CVS le gestirà attraverso un format "store-in-a-store" mentre le circa 80 sedi cliniche di Target vengono ribattezzate MinuteClinic.
Nel novembre 2017 CVS cede a McKesson Corporation per 735 milioni di dollari in contanti RxCrossroads, una società che nella farmaceutica fornisce soluzioni nella gestione dei rapporti tra produttore e distributori, rimborsi e logistica.. Nel dicembre 2017 CVS acquisisce per 69 miliardi di dollari (207 dollari per azione di cui 145 in contanti e il resto in titoli) la terza compagnia di assicurazione sanitaria degli Stati Uniti, Aetna, con ricavi per 63 miliardi di dollari e un portafoglio di oltre 44 milioni di clienti. L'operazione CVS-Aetna, che porterà ad una fusione una volta ottenuto il benestare da parte dell'Authority, rappresenta la prima volta di una pharmacy diventare proprietaria di un'assicurazione sanitaria. Ed è anche vista come una mossa anti-Amazon nella difesa del sistema tradizionale di vendita dei farmaci.